# Kody pocztowe na Malcie
Kody pocztowe na Malcie zostały wprowadzone w roku 1991. Podobnie jak kody brytyjskie czy kanadyjskie, są one alfanumeryczne. Do roku 2007 składały się z trzech liter i dwóch cyfr, pisanych po nazwie miejscowości. Przykładowo, adres w stolicy Valletcie mógł wyglądać jak poniżej:
```
Malta Chamber of Commerce
Exchange Buildings
Republic Street
Valletta VLT 05
```

W roku 2007 MaltaPost zmieniła kody pocztowe wszystkich maltańskich adresów, każdy kod pocztowy składa się z trzech liter, różnych, zależnie od miejscowości, i czterech cyfr. Według nowego systemu kod pocztowy dla adresu powyżej zmienił się na:
```
Malta Chamber of Commerce
Exchange Buildings
Republic Street
Valletta VLT 1117
```

## Przydział kodów pocztowych
Poniżej przedstawiono kody pocztowe wraz z miejscowościami, które ich używają:

- ATD: Attard (razem z Ta’ Qali)
- BBG: Birżebbuġa (razem z Ħal Far, Kalafrana i Qajjenza)
- BKR: Birkirkara (razem z Fleur-de-Lys, Mrieħel i Swatar)
- BML: Bormla (Cospicua)
- BRG: Birgu (Vittoriosa)
- BZN: Balzan
- DGL: Dingli
- FGR: Fgura
- FNT: Fontana
- FRN: Floriana
- GDJ: Gudja
- GHR: Għargħur
- GRB: Għarb
- GSM: Għajnsielem
- GSR: Għasri
- GXQ: Għaxaq
- GZR: Gżira (razem z Manoel Island)
- HMR: Ħamrun
- IKL: Iklin
- ISL: Isla (Senglea)
- KCM: Kerċem (razem z Santa Luċija)
- KKP: Kirkop
- KKR: Kalkara
- KMN: Kemmuna (Comino)
- LJA: Lija
- LQA: Luqa (razem z Ħal Farruġ)
- MDN: Mdina
- MFN: Marsalforn
- MGR: Mġarr (razem z częścią Għajn Tuffieħa i Żebbiegħ)
- MLH: Mellieħa (razem z Ċirkewwa, Għadira, częścią Għajn Tuffieħa, Manikata i Marfa)
- MQB: Mqabba
- MRS: Marsa
- MSD: Msida (razem z Swatar)
- MSK: Marsaskala
- MST: Mosta (razem z częścią Bidnija)
- MTF: Mtarfa
- MTP: MaltaPost Marsa complex
- MXK: Marsaxlokk
- MXR: Munxar
- NDR: Nadur
- NXR: Naxxar (razem z Baħar iċ-Ċagħaq, Birguma, Magħtab, Salina i San Pawl tat-Tarġa)
- PBK: Pembroke
- PLA: Paola (Raħal Ġdid)
- PTA: Pietà (razem z Gwardamanġa)
- QLA: Qala
- QRD: Qrendi
- QRM: Qormi
- RBT: Rabat (razem z Baħrija, Mtaħleb i Tal-Virtù)
- SCM: Smart City
- SFI: Safi
- SGN: San Ġwann (razem z Kappara)
- SGW: Siġġiewi
- SLC: Santa Luċija
- SLM: Sliema
- SLZ: San Lawrenz
- SNT: Sannat
- SPB: Saint Paul’s Bay (San Pawl il-Baħar) (razem z Buġibba, Burmarrad, częścią Bidnija, Pwales, Qawra, San Martin, Wardija i Xemxija)
- STJ: St. Julian’s (razem z Paceville)
- SVR: Santa Venera
- SWQ: Swieqi (razem z Ibraġ i Madliena)
- TXN: Tarxien
- VCT: Victoria (Rabat)
- VLT: Valletta
- XBX: Ta’ Xbiex
- XJR: Xgħajra
- XLN: Xlendi
- XRA: Xagħra
- XWK: Xewkija
- ZBB: Żebbuġ, Gozo
- ZBG: Żebbuġ, Malta
- ZBR: Żabbar (razem z Saint Peters)
- ZRQ: Żurrieq (razem z Bubaqra)
- ZTN: Żejtun